# Cathédrale de Coimbra
La cathédrale de Coimbra (dite « nouvelle cathédrale » ; en portugais Sé Nova de Coimbra), au  Portugal, est une ancienne église jésuite, de style baroque, construite dans la partie haute de la ville de Coimbra, à la fin du XVIe siècle. Lorsque les jésuites furent expulsés de Coimbra (et du Portugal), en 1759, le siège du diocèse de Coimbra fut transféré (1772) de l’ancienne cathédrale de style roman à celle-ci.

## Histoire

### Église jésuite
La présence d’une université à Coimbra fait que les jésuites ouvrent dès 1542 une résidence (appelée ‘collège’) pour permettre à leurs étudiants de fréquenter cette université toute proche. En 1543 les étudiants jésuites sont au nombre de 25.
La personnalité dynamique et attachante de Simon Rodrigues, premier jésuite portugais, attire de nombreuses vocations. Le scolasticat de Coimbra devient rapidement une des maisons de formation les plus importantes de la Compagnie de Jésus. La munificence du roi Jean III permet la construction à partir de 1547 de nouveaux bâtiments qui peuvent recevoir les 90 étudiants.
La communauté des étudiants de Coimbra est connue pour sa ferveur religieuse et son zèle missionnaire. De Coimbra partent de nombreux volontaires pour les nouvelles missions jésuites de l’Inde et Extrême-Orient, du Brésil et du Congo. La ferveur porte à des excès ascétiques cependant, ce qui contraint Ignace de Loyola à écrire plusieurs lettres de mises en garde et finalement un rappel sur le sens exact de l’obéissance religieuse et jésuite. 
La construction de l’église commence en 1598 sous la direction de l’architecte Baltazar Álvares. Les travaux sont lents et l’église n’est ouverte au culte qu’en 1640.
Durant deux siècles, scolasticat et église de Coimbra sont un centre de formation jésuite et d’activités pastorale et intellectuelle très important, particulièrement ouvert aux vocations missionnaires vers l’Asie et le Nouveau Monde, suivant de près l’expansion coloniale du Portugal. De très nombreux missionnaires sont formés à Coimbra. Nombreux sont également les théologiens et philosophes jésuites qui enseignent à l’université.

### D'église à cathédrale
En 1759, les jésuites sont expulsés du Portugal par le marquis de Pombal, premier ministre du roi Joseph Ier. Les bâtiments du scolasticat sont transférés à l’université (à laquelle ils appartiennent encore aujourd’hui).
Quinze ans plus tard (1772), le siège cathédral du très ancien diocèse (VIe siècle) de Coimbra est transféré de la cathédrale romane de la ville (aujourd’hui appelée vieille cathédrale de Coimbra) devenue exiguë et peu adaptée aux grandes célébrations liturgiques, à l'église spacieuse et moderne que les jésuites ont dû quitter. 
L’architecture de l’église, une des premières de style baroque au Portugal, influencera le style des édifices religieux du monde colonial portugais. La façade de l'ancienne église jésuite de Salvador, au Brésil, (aujourd’hui cathédrale de Salvador (en)), construite au XVIIe siècle, est sans doute inspirée par l'église jésuite de Coimbra.

## Description
Les niches de la façade de la ‘nouvelle’ abritent les statues de quatre saints jésuites traditionnels : Ignace, Xavier, Louis de Gonzague et François de Borgia. 
La décoration de la partie supérieure de la façade diffère de la partie inférieure, qui est d’un classicisme plus rigide. Les deux modestes clochers de l’église se trouvent derrière la façade et ne la dépassent pas en hauteur. Un dôme couronne le croisement du transept. 
À l'intérieur une nef unique, avec voûte en berceau, est flanquée de chapelles latérales et aboutit à un transept dont la croisée est coiffée d’un dôme avec coupole. Les deux bras du transept et le sanctuaire sont meublés d’imposants et magnifiques autels de bois doré construits aux XVIIe et XVIIIe siècles : beaux exemples de style que l’on appelle ‘national' au Portugal. Les chapelles latérales de la nef ont des autels de style baroque maniériste. 
Les stalles du chœur (XVIIe siècle) proviennent de l’ancienne cathédrale, de même que les fonts baptismaux de pierre, œuvre manuéline des artistes ‘Pero et Felipe Henriques’ (début du XVIe siècle).